# Gösjö
Gösjö är en sjö i Bollebygds kommun i Västergötland och ingår i Rolfsåns huvudavrinningsområde. Sjön är 18,5 meter djup, har en yta på 0,151 kvadratkilometer och är belägen 168,6 meter över havet. Sjön avvattnas av vattendraget Gisselån.

## Delavrinningsområde
Gösjö ingår i det delavrinningsområde (640403-131005) som SMHI kallar för Mynnar i Rolfsån. Medelhöjden är 167 meter över havet och ytan är 3,59 kvadratkilometer. Räknas de 10 avrinningsområdena uppströms in blir den ackumulerade arean 29,89 kvadratkilometer. Gisselån som avvattnar avrinningsområdet har biflödesordning 2, vilket innebär att vattnet flödar genom totalt 2 vattendrag innan det når havet efter 67 kilometer. Avrinningsområdet består mestadels av skog (86 procent). Avrinningsområdet har 0,38 kvadratkilometer vattenytor vilket ger det en sjöprocent på 10,4 procent.